# Papa Pelágio I
O Papa Pelágio I foi o 60º papa. Foi eleito em 16 de Abril de 556 e morreu em 4 de Março de 561. Nascido em Roma, cerca do ano 500, era filho do governador de um distrito de Roma.
A primeira referência que temos de Pelágio é de 536, quando se encontrava em Constantinopla - provavelmente para o sínodo contra Severo de Antioquia e seus aliados - na companhia do Papa Agapito I, que o nomeou Núncio apostólico da Igreja de Roma naquela cidade. E tudo leva a crer que conseguiu ter uma grande influência sobre o imperador. Em 543, depois de ter conseguido a condenação do Origenismo, regressa a Roma.
Em novembro de 545, quando o Papa Vigílio foi obrigado pelo imperador a ir a Constantinopla, deixou Pelágio em Roma como seu representante. Eram tempos difíceis em Itália e particularmente para a cidade de Roma, cercada por Tótila, rei dos ostrogodos. Pelágio distribuiu a sua fortuna privada em beneficio das vítimas da fome e esforçou-se para conseguir uma trégua junto do rei. Embora tenha falhado, conseguiu que Tótila poupasse a vida dos romanos quando tomou a cidade em dezembro de 546. Tótila admirou tanto Pelágio que o enviou a Constantinopla com o fim de conseguir a paz com Justiniano, mas o imperador mandou-o de volta, dizendo que era Belisário quem detinha o comando em Itália e, portanto, quem decidia sobre questões de guerra e paz.
Em 551, Pelágio está em Constantinopla para apoiar o papa Vigílio, infamemente tratado pelo imperador por causa da Controvérsia dos Três Capítulos. Mas acaba por se afastar do papa, uma atitude que os seus opositores viram como uma tentativa de voltar a cair nas boas graças do imperador, pouco antes de abandonar Constantinopla, com o Vigilio, em 555. Vigílio morre em Siracusa , Sicília a 7 de Junho de 555 (alguns opositores de Pelágio consideram-no responsável por esta morte), mas só a 16 de Abril de 556, quase um ano depois, Pelágio é eleito seu sucessor. Isto porque parece ter tido dificuldades em encontrar bispos que o consagrassem.
Oposto ao origenismo, foi designado papa por imposição do imperador Justiniano I (nessa época, a Itália era uma província do Império Bizantino) após aceitar a condenação dos Tres Capítulos, que havia defendido nos tempos do Papa Vigílio. Por este motivo teve que superar uma forte oposição do clero romano, que duvidava da sua ortodoxia.
Mandou construir a Basílica dos Doze Santos Apóstolos em Roma. Distribuiu seus bens entre os pobres, quando Roma foi assolada pela fome.
Morreu em 4 de Março de 561 e foi sepultado na Basílica de S. Pedro